# Berliner Gesellschaft für Anthropologie, Ethnologie und Urgeschichte
Die Berliner Gesellschaft für Anthropologie, Ethnologie und Urgeschichte (BGAEU) ist ein eingetragener Verein mit dem Zweck der „Anregung des allgemeinen Interesses für Anthropologie, Ethnologie und Urgeschichte, die Verbreitung der Erkenntnisse dieser Wissensgebiete in der Öffentlichkeit sowie die Förderung aller Unternehmungen, die der Vertiefung und Erweiterung jener Erkenntnisse dienen.“ (Satzung § 2). Die Vereinsaktivitäten bestehen heute vorrangig aus regelmäßigen Treffen, Vorträgen, Führungen und Ausstellungen. 2011 hatte die Gesellschaft 233 Mitglieder, davon 1 Ehrenmitglied, 195 ordentliche und 37 korporative Mitglieder (2010 insgesamt: 228).

## Geschichte
Rudolf Virchow gründete im November 1869 zusammen mit Adolf Bastian und Robert Hartmann die Berliner Anthropologische Gesellschaft, aus der die Berliner Gesellschaft für Anthropologie, Ethnologie und Urgeschichte hervorgegangen ist. Als nationaler Dachverband wurde die Deutsche Gesellschaft für Anthropologie, Ethnologie und Urgeschichte im Jahr 1870 gegründet, aber 1935 aufgelöst. Vor der Inflation nach dem Ersten Weltkrieg verfügte die Gesellschaft über ein beträchtliches Vermögen, das aus namhaften Stiftungen, so zum Beispiel der von Heinrich Schliemann, gewonnen wurde. Damit war es der Gesellschaft möglich, Expeditionen und Ausgrabungen finanziell zu unterstützen. Zahlreiche Bestände Berliner Museen gehen auf frühere Forschungen der Gesellschaft zurück und befinden sich teilweise rechtlich weiterhin im Besitz der Gesellschaft.
Nach dem Zweiten Weltkrieg wurde die Gesellschaft vorübergehend durch die Alliierten aufgelöst und Anfang der 1950er Jahre insbesondere auf Initiative Hans Nevermanns neu gegründet. Seitdem organisiert die Gesellschaft regelmäßig Fachvorträge, Exkursionen und Foren und fördert den Austausch zwischen Wissenschaftlern unterschiedlicher Disziplinen. Die Gesellschaft vergibt jährlich den Rudolf-Virchow-Förderpreis für hervorragende Magister-, Master- und Diplomarbeiten aus Berliner und Brandenburger Hochschulen mit Bezug zu den in der Gesellschaft vertretenen Fächern.

## Personen

### Vorsitzende
- 1869–1872: Rudolf Virchow
- 1873:–9999 Adolf Bastian
- 1874–1875: Rudolf Virchow
- 1876:–9999 Adolf Bastian
- 1877–1879: Rudolf Virchow
- 1880:–9999 Adolf Bastian
- 1881–1883: Rudolf Virchow
- 1884:–9999 Heinrich Ernst Beyrich
- 1885–1887: Rudolf Virchow
- 1888:–9999 Wilhelm Reiß
- 1889–1891: Rudolf Virchow
- 1892:–9999 Heinrich Wilhelm Waldeyer
- 1893–1895: Rudolf Virchow
- 1896:–9999 Heinrich Wilhelm Waldeyer
- 1897–1899: Rudolf Virchow
- 1900:–9999 Heinrich Wilhelm Waldeyer
- 1900–1902: Rudolf Virchow
- 1903–1904: Heinrich Wilhelm Waldeyer
- 1905–1907: Abraham Lissauer
- 1908–1910: Karl von den Steinen
- 1911–1913: Hans Virchow
- 1914–1916: Eduard Seler
- 1917–1919: Carl Schuchhardt
- 1920–1922: Hans Virchow
- 1923–1925: Bernhard Ankermann
- 1926–1928: Carl Schuchhardt
- 1929–1931: Hans Virchow
- 1932–1937: Eugen Fischer
- 1938–1941: Diedrich Westermann
- 1942–1944: Wilhelm Unverzagt
- 1945:–9999 Otmar Freiherr von Verschuer
- 1946–1950: niemand
- 1951–1954: Hans Nevermann
- 1955–1958: Otto-Friedrich Gandert
- 1959–1961: Gerdt Kutscher
- 1962–1964: Adriaan von Müller
- 1965–1967: Hermann Pohle
- 1968–1970: Gerdt Kutscher
- 1971–1973: Hermann Pohle
- 1974–1976: Adriaan von Müller
- 1977–1979: Johann-Gerhard Helmcke
- 1980–1983: Günther Hartmann
- 1984–1986: Bernhard Hänsel
- 1987–1989: Berthold Riese
- 1990–1992: Bernhard Hänsel
- 1993–1995: Georg Pfeffer
- 1996–1998: Herbert Ullrich
- 1999–2001: Heidi Peter-Röcher
- 2002–2004: Hartmut Zinser
- 2005–2007: Bernhard Hänsel
- 2008–2010: Carsten Niemitz
- 2011–2014: Markus Schindlbeck
- 2014–2017: Wolfram Schier
- 2017–2020: Alexander Pashos
- 2020–2023: Elke Kaiser
- seit 2023: Raiko Krauß

### Bekannte Mitglieder (Auswahl)
- Oscar Almgren

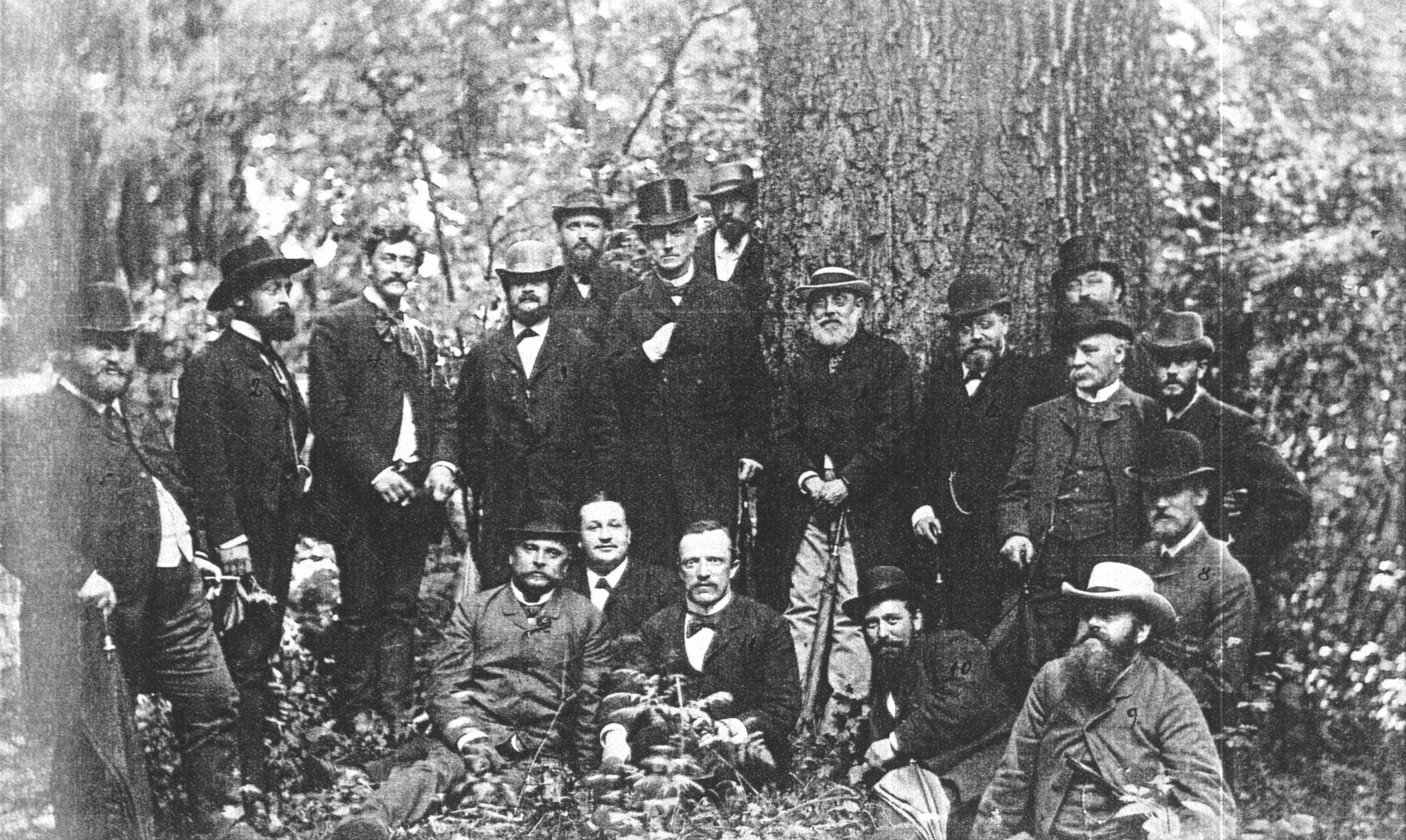
Exkursion der Berliner Gesellschaft für Anthropologie, Ethnologie und Urgeschichte 1885. Auf dem Foto sind unter anderem:
• Rudolf Virchow, vor dem Baumstamm, mit heller Hose
• Albert Voß, rechts neben Rudolf Virchow
• Otto Olshausen, ganz rechts, stehend
• Eduard Seler, unter Otto Olshausen
• Paul Telge, vorn in der Mitte sitzend, links neben Virchows Regenschirm
• Hans Virchow, Zweiter von links

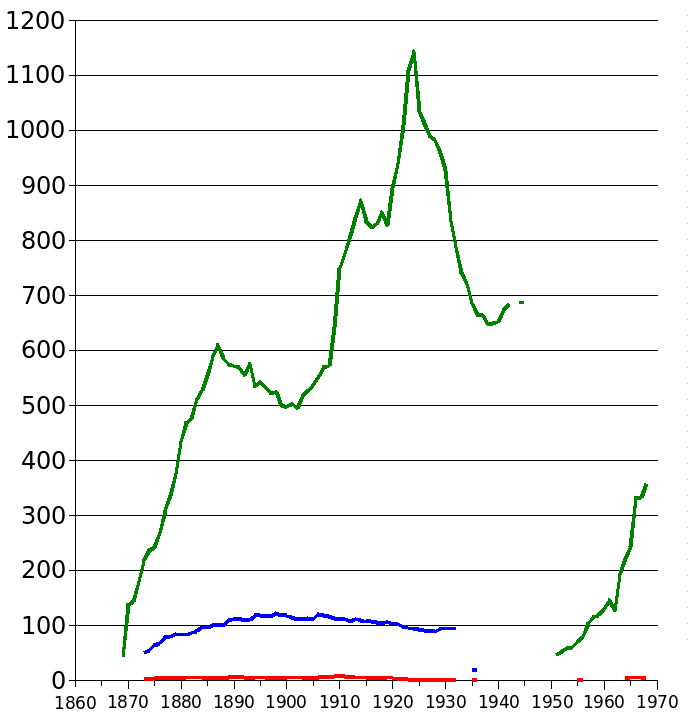
Anzahl der Mitglieder von 1869 bis 1968

- Christian Andree (Medizinhistoriker)
- Richard Andree
- Ferdinand Leopold von Andrian-Werburg
- Paul Friedrich August Ascherson
- Karl Ernst von Baer
- Robert Behla
- Heinrich Ernst Beyrich
- Franz Boas
- Emil Heinrich Du Bois-Reymond
- Alexander Braun
- Paul Broca
- Karl August von Cohausen
- Ina Czyborra
- Paul Ehrenreich
- John Evans
- Ludwig Feyerabend
- Ernst Friedel
- Gustav Theodor Fritsch
- Leo Frobenius
- Johan Cesar Godeffroy
- Wilhelm Grempler
- Hermann Grosse
- Rainer Greschik
- Albert Grünwedel
- Friedrich August Eduard Handtmann
- Alix Hänsel
- Robert Hartmann
- Sven Hedin
- Bernhard Heeb
- Hans Hildebrand
- Fedor Jagor
- Hugo Jentsch
- Wilhelm Joest
- Bettina Jungklaus
- Eugen Hintz
- Ferdinand Keller
- Albert Kiekebusch
- Heinrich Kiepert
- Gustaf Kossinna
- Raiko Krauß
- Walter Krickeberg
- Franz Kuchenbuch
- Benjamin P. Lange
- Leopold von Ledebur
- Robert Lehmann-Nitsche
- Ludwig Lindenschmit
- John Lubbock
- Felix von Luschan
- Adolf Friedrich zu Mecklenburg
- Johanna Mestorf
- Robert Mielke
- Oscar Montelius
- Ferdinand von Mueller
- Gustav Nachtigal
- Richard Neuhauss
- Gotthard Neumann
- Georg von Neumayer
- Peter II.
- Rudolph Amandus Philippi
- Konrad Theodor Preuss
- Nathanael Pringsheim
- Gustav Radde
- Johannes Ranke
- Julius Riemer
- José Rizal
- Georg L. Sarauw
- Hermann Schaaffhausen
- Heinrich Schliemann
- Thomas Schnalke
- Otto Schoetensack
- Wilhelm Schott
- Wilibald von Schulenburg
- Wilhelm Schwartz
- Georg Schweinfurth
- Nils Seethaler
- Werner von Siemens
- Ephraim George Squier
- Heymann Steinthal
- Carl Heinrich Stratz
- Paul Telge
- Ursula Thiemer-Sachse
- Otto Tischler
- Alexander Treichel
- Max Uhle
- Alexei Sergejewitsch Uwarow
- Carl Vogt
- Albert Voß
- Heinrich Wankel
- Franz Weineck
- Karl Weinhold
- Matthias Wemhoff
- Jens Jacob Asmussen Worsaae
- Eugen Zintgraff

## Publikationen der Gesellschaft
- Zeitschrift für Ethnologie, herausgegeben von Peter Finke und Lars-Christian Koch, ISSN 0044-2666
- Mitteilungen der Berliner Gesellschaft für Anthropologie, Ethnologie und Urgeschichte, ISSN 0178-7896.[2]
- Verhandlungen der Berliner Gesellschaft für Anthropologie, Ethnologie und Urgeschichte. Berlin, Wiegand u. Hempel 1870/71(1871)–1902, ZDB-ID 3009678-9

## Archiv der BGAEU
Das Archiv der BGAEU verfügt über historische Archivalien zu den Aktivitäten der Gesellschaft und zur Geschichte der von ihr repräsentierten wissenschaftlichen Disziplinen, u. a. bewahrt es die Nachlässe bedeutender Persönlichkeiten wie Arthur Baessler, Hans Grimm, Rudolf Virchow und Alfred Maaß, so wie umfangreiche Sammlungen historischer Originalfotografien, die sich als Besitz der Gesellschaft in der Obhut des Ethnologischen Museums Berlin, des Museums für Asiatische Kunst Berlin und des Museums Europäischer Kulturen befinden.
Das Archiv befindet sich im Archäologischen Zentrum der Staatlichen Museen Berlin und ist nach Voranmeldung öffentlich zugänglich. Für die Betreuung des Archivs ist seit 2012 der Ethnologe Nils Seethaler zuständig.

## Rudolf-Virchow-Sammlung

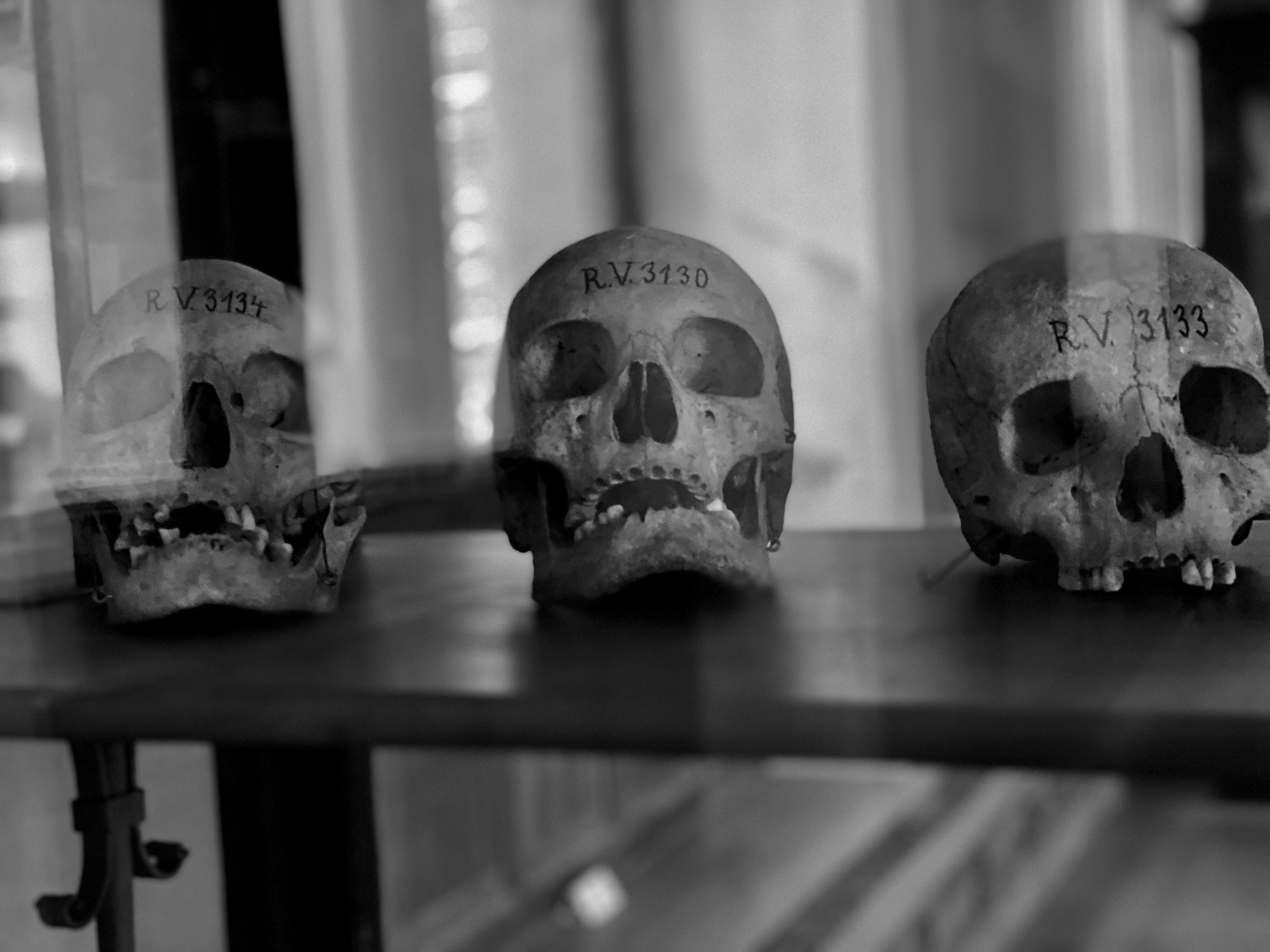
Schädel aus der „RV-Sammlung“, Foto von 2023

Die Gesellschaft besitzt eine international herausragende Sammlung physisch-anthropologischer Belege. Sie trägt den Namen Rudolf Virchows, da sie zum großen Teil zu Virchows Lebzeiten und auf sein Betreiben hin zusammengetragen wurde. Dazu gehören Schädel und weitere Skelettteile aus zahlreichen außereuropäischen Ländern und zum Teil auch aus Europa. Die Bestände der Sammlung stammen überwiegend aus dem 19. Jahrhundert. Dazu kommen archäologische Funde besonders aus Ägypten, Europa und Lateinamerika. 

### Aufarbeitung der Sammlung
Die Gesellschaft strebt eine systematische Aufarbeitung der Sammlungsgeschichte an. In Einzelfällen kam es bereits zu Restitutionen in die Herkunftsländer.
Seit 2014 kooperiert die Gesellschaft weltweit mit dem Ziel, Objekte und Überreste zu erforschen und angemessen aufzuarbeiten. In einem Fall wurden die Überreste eines indigenen Australiers an seine Nachfahren übergeben, in einem anderen erfolgte die von japanischer Seite als vorbildhaft beschriebene Rückgabe eines Ainu-Schädels an offizielle Vertreter der Hokkaido Utari Association. Seit 2017 laufen Projekte zur Provenienzforschung, die wissenschaftliche Grundlagen für weitere Restituierungen bilden können.

### Kontroverse
Im Jahr 2020 identifizierte der Journalist Markus Grill in Kooperation mit der BGAEU vier vermutlich aus Kanada stammende Schädel in der Sammlung. Nach dem jetzigen Wissenstand stammen sie von Indigenen und wurden im 19. Jahrhundert von Wiliam Osler an Rudolf Virchow übergeben. Der eigentliche Sammler Robert Bell war der Gesellschaft bei den bisher auf Osler gerichteten Anfragen nicht bekannt, während Markus Grill über Quellen aus Kanada verfügte, die die Verbindung von Osler zu Bell nachzeichneten. Die Sammlungsleiterin Barbara Teßmann machte Grill die Schädel zugänglich, erläuterte ihm die Historie der Sammlung und verwies auf die Notwendigkeit vertiefender Provenienzforschungen.
Sie trat dem Vorwurf entgegen, Virchow habe „Rassen“ unterscheiden wollen. Vielmehr habe er durch die Sammlung die menschliche Vielfalt dokumentiert: „Wenn man sich zum Beispiel die Menschen an der Nordsee ansieht, haben sie lange, schmale Schädel und lange, schmale Gesichter. Menschen aus dem Alpenraum haben eher runde Köpfe. Schwarzafrikaner haben lange, schmale Schädel im Gegensatz zu, sagen wir, Chinesen - sie haben breite, kurze Gesichter“.